# Temple funerari

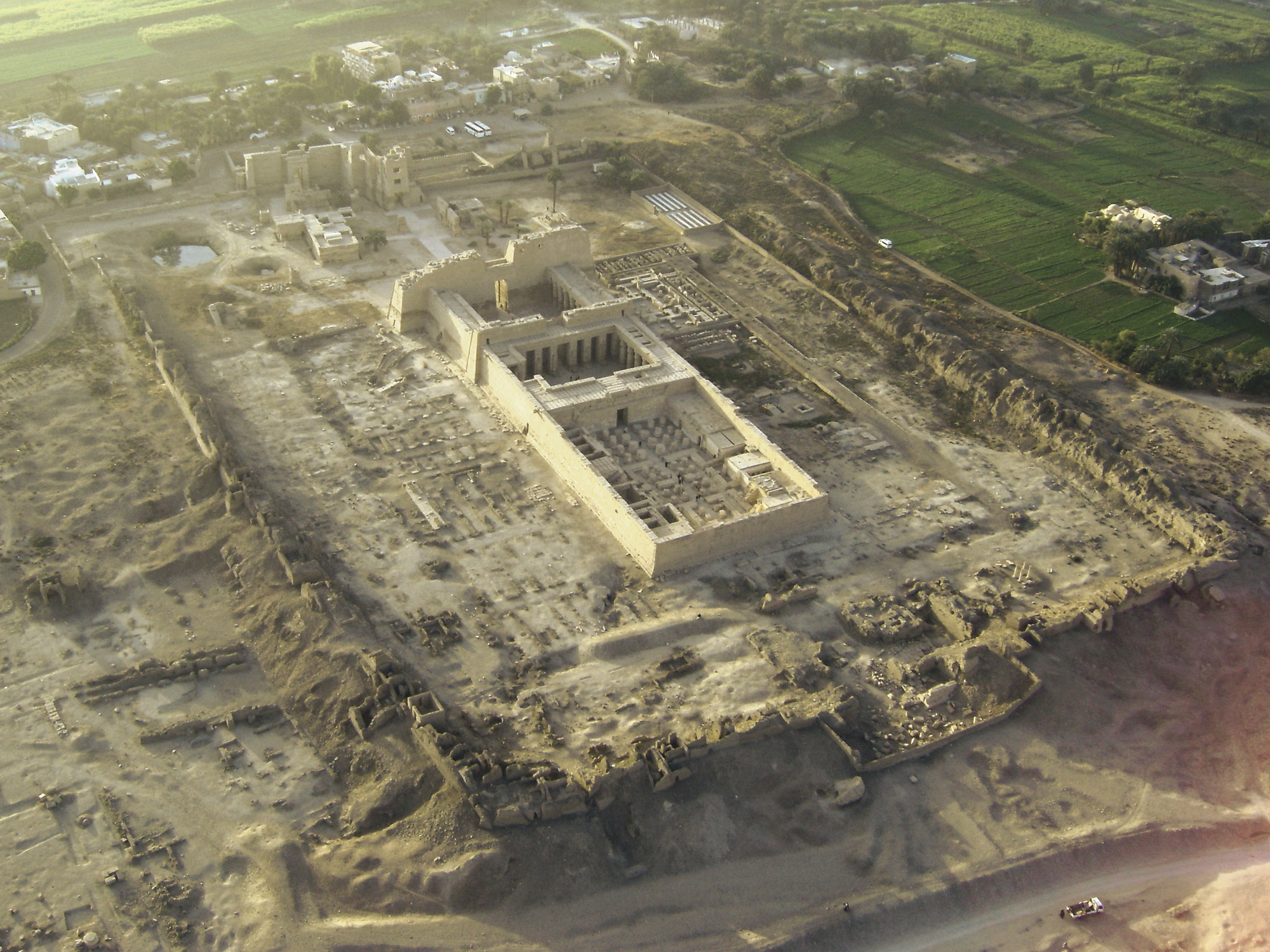
Temple funerari de Ramsès III a Medinet Habu.

Un temple funerari o temple commemoratiu és un temple construït en zones adjacents o en el veïnatge de les tombes reials a l'antic Egipte. Estaven destinats a les ofrenes i al culte d'un difunt, un faraó deïficat, amb una sola excepció, el construït per a Amenhotep fill d'Hapu, a l'oest de Tebes.
Aquests temples formaven el complex funerari del faraó al costat de les seves tombes. Van ser dissenyats per commemorar el seu regnat, així com per al seu ús per al culte del faraó després de la seva desaparició i viatge al Més Enllà.
Durant el Regne Antic, amb la concepció de les piràmides com a monuments tancats, va ser necessari construir edificis auxiliars per realitzar les ofrenes als difunts. Es van construir capelles per a aquesta finalitat que es convertirien en santuaris funeraris d'un déu. En el cas de les piràmides de Guiza, durant la dinastia IV, es construïen els temples funeraris al costat de cada piràmide i s'unien als temples de la vall a través d'una calçada monumental.
El faraó Sahure de la dinastia V en el seu complex piramidal d'Abusir va fixar les característiques del temple funerari que seguirien construccions posteriors. Constava d'una càmera allargada, com a santuari, amb porta falsa, seguida d'una càmera amb cinc nínxols que podien tenir portes, per albergar estàtues divines i reials i un pati porticat amb columnes rematades en capitell i un passadís on els murs disposaven relleus policroms que representaven activitats diverses, com escenes religioses on Sahure presenta ofrenes a les  divinitats grans que alternen amb escenes de guerra on el sobirà, sota la forma d'esfinx arrasa els enemics d'Egipte, especialment els libis.
Durant l'Imperi Nou, els temples funeraris, al contrari que en èpoques anteriors, es van construir fins a diversos quilòmetres de distància de les seves tombes per raons funcionals, ja que aquestes s'excavaven en zones més segures i secretes, com a la Vall dels Reis, lluny dels lladres i de les possibles inundacions que poguessin produir-se.
Els temples funeraris tenien planta simètrica i estaven dedicats primerament a Amon i en segon lloc al difunt. Segons s'avança cap al naos en l'eix central apareixen patis a l'aire lliure seguits de sales cada vegada més en la penombra, al mateix temps que els sostres de les sales cada vegada són més baixos i el terra més alt.
A més del culte al difunt, a la zona tebana, els temples funeraris van tenir un paper destacat en l'anual Bella Festa de la Vall on es feia una reafirmació de la unió entre els vius i els morts o entre el faraó i els déus. Es feien grans processons d'un temple a un altre, portant les estàtues del difunt i del déu.

## Temples funeraris o commemoratius
Els temples funeraris més famosos i evolucionats, coneguts com a temples del milions d'anys pels antics egipcis, són el temple de Mentuhotep II de la dinastia XI, el Dyeser-Dyeseru o temple de Hatshepsut de la dinastia XVIII o el Ramesseum encarregat per Ramsès II de la dinastia XIX.
Enumerant una selecció per períodes:

### Regne Antic
- Temple funerari de Djoser
- Temple funerari d'Userkaf
- Temple funerari de Sahure
- Temple funerari de Nefererkare

### Regne Mitjà
- Temple de Mentuhotep II a Deir el-Bahari

### Imperi Nou
A l'oest de Tebes:

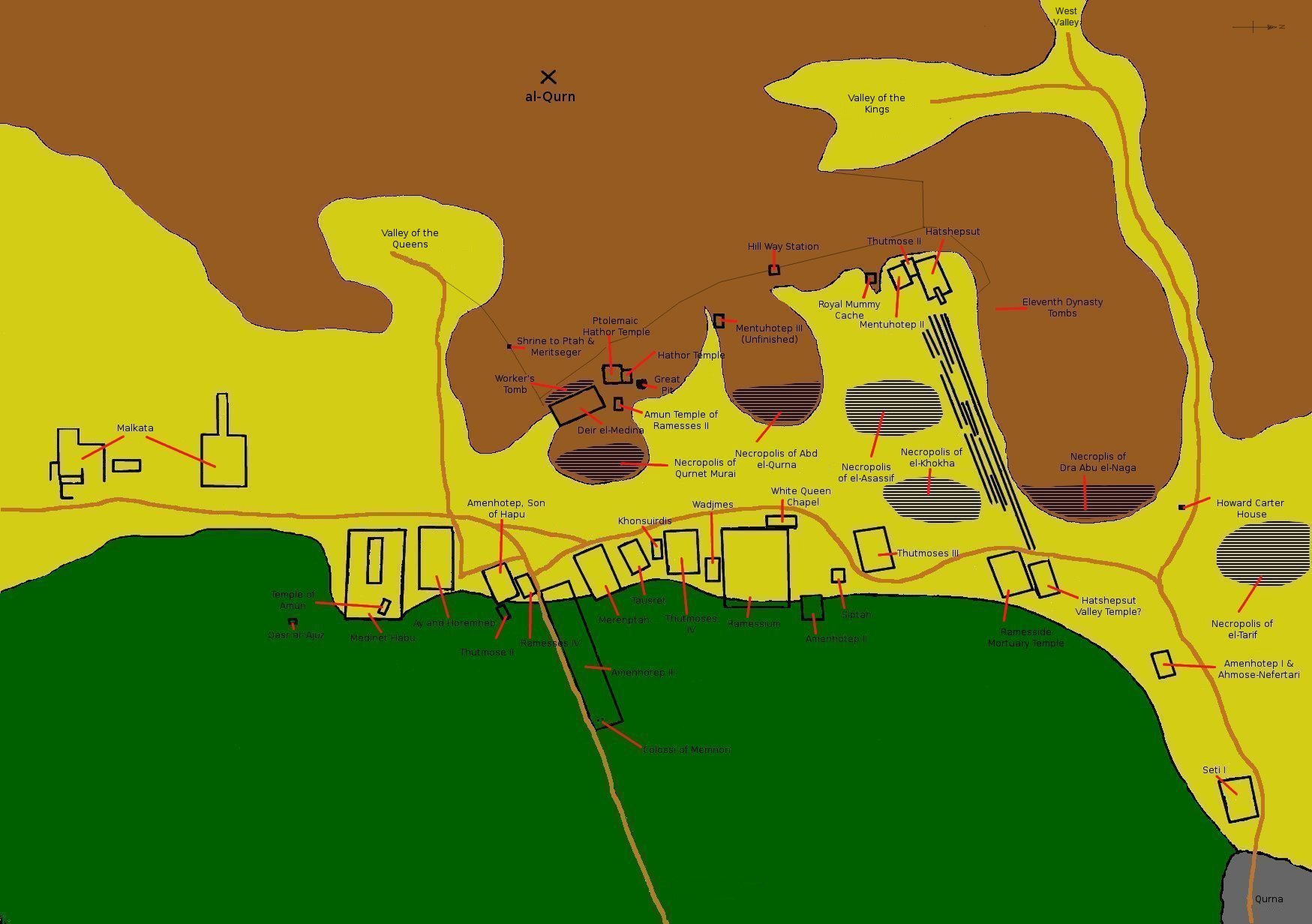
Tebes Oest. El color verd indica la terra conreada i el groc, el començament de la zona desèrtica, on se situaven els temples funeraris que es relacionaven amb les seves tombes de la Vall dels Reis.

- Temple de Ramsés III (Temple de Medinet Habu)
- Temple d'Ay (també anomenat Temple de Tutankhamon i Temple de Horemheb)
- Temple de Tutmosis II
- Temple d'Amenhotep III (Kom el-Hettan)
- Temple d'Amenhotep, fill d'Hapu
- Temple de Merenptah
- Temple de Tausert
- Temple de Tutmosis IV
- Temple funerari de Ramsés II (Ramesseum)
- Temple d'Amenhotep II
- Temple de Siptah
- Temple de Tuthmosis III
- Temple de Seti I

A la zona de Deir el-Bahari:
- Temple de Tutmosis III (Deir el-Bahari)
- Temple de Hatshepsut

A Abidos:
- Temple de Seti I a Abidos
- Temple de Ramsès II a Abidos

A la zona d'El-Lahun:
- Temple de Sesostris II